# National Review (USA)
National Review (NR) – amerykański konserwatywny dwutygodnik opinii założony w Nowym Jorku w 1955 roku przez Williama F. Buckleya. Wersja internetowa magazynu jest dostępna za darmo (choć jest zasadniczo oddzielnym wydawnictwem).
U podstaw założenia NR leżało przekonanie, iż amerykańska prawica była niezorganizowaną grupa ludzi mających podobne do siebie poglądy, lecz niezdolnych do przemówienia jednym głosem. Ponadto celem czasopisma była marginalizacja wpływów  tzw. starej prawicy opierającej się m.in. na izolacjonizmie.
Pierwszy numer magazynu pojawił się 19 listopada 1955 roku. Zespół redakcyjny składał się z tradycjonalistów (Russell Kirk), katolickich intelektualistów, libertarian (Deroy Murdock) oraz byłych marksistów (James Burnham, Frank Meyer).
Obecnym redaktorem naczelnym jest Rich Lowry. Wielu komentatorów NR jest związanych z think tankami takimi jak Heritage Foundation czy American Enterprise Institute.

## Krytyka
Ostatnimi czasy niektórzy konserwatyści krytykowali linię programową NR jako, że wspierał liberalizm i bezkrytycznie podchodził do idei wolnego rynku kosztem innych pryncypiów. Jeffrey Hart długoletni redaktor tego wydawnictwa, krytykował pismo za zbytnie zaślepienie ideologiczne.